# تشيفيتيلا روفيتو
تشيفيتيلا روفيتو (بالإيطالية: Civitella Roveto)‏ هي بلدية في مقاطعة لاكويلا في إقليم أبروتسو الإيطالي.

## السكان
في سنة 1861 بلغ عدد السكان 2٬398 نسمة، وتطور العدد ليصل في سنة 2011 لـ 3٬374 نسمة.
يظهر هذا المخطط البياني تطور النمو السكاني لـ تشيفيتيلا روفيتو